# G.G. Anderson
(Gert Grabowski alias G.G. Anderson)
G.G. Anderson, conosciuto anche con gli pseudonimi Alexander Marco, Tony Bell, Gerry Grab e Steve Pool, all'anagrafe Gerd Günther Grabowski (Eschwege, 4 dicembre 1949), è un cantante, compositore, paroliere e produttore discografico tedesco.
Cantante dedito principalmente ai generi pop e Schlager e professionalmente in attività dall'inizio degli anni settanta, ha pubblicato oltre una quarantina di album (tra cui una trentina in studio), il primo dei quali è Always and Ever del 1981. Tra i suoi singoli di maggiore successo, figurano Mama Lorraine, Sommernacht in Rom, SommerSonnenTräume, Malaga, Seele in der Sonne, Weck mich, wenn es Sommer ist, ecc.
Ha inoltre composto brani e/o prodotto dischi per artisti quali Tony Christie, Karel Gott, Roland Kaiser, Audrey Landers e Semino Rossi.

## Biografia
Gert Günther Grabowski è nato ad Eschwege, in Assia, il 4 dicembre 1949.
Nel 1973, pubblica, con lo pseudonimo di Alexander Marco, il suo primo singolo, intitolato Kleines Lied vom Sonnenschein.
Alla fine degli anni settanta, pubblica alcuni singoli con lo pseudonimo di Tony Bell.
Dopo aver cambiato nuovamente, il nome d'arte, scegliendo quello definitivo di G.G. Anderson, all'inizio degli anni ottanta, ottiene il successo grazie ad hit quali Mama Lorraine e Sommernacht in Rom , e pubblica finalmente il suo primo album, Always and Ever (1981).
Nel 2009, festeggia il suo 60º compleanno con uno show televisivo intitolato Das große Wunschkonzert spezial.

## Discografia parziale

### Album
- Always and Ever (1981)
- Lass uns träumen (1984)
- Was ich Dir sagen möchte (1985) #23
- Ich glaube an die Zärtlichkeit (1986) #38
- Vergiss die Liebe nicht (1987)
- Träume einer Sommernacht - Seine größten Erfolge (1988) #17
- Herzklopfen (1988)
- Traumreise für zwei (1989)
- Heut' geht's uns gut (so soll es bleiben) (1990)
- Weiße Rosen schenk' ich Dir (1992)
- Von Anfang an (1993)
- Ich lieb' Dich (1995)
- G.G. Anderson '98 (1998)
- Eine Nacht, die nie vergeht (1999)
- Nein heißt ja (2000) #55
- Feuer & Flamme (2001) #100
- Dafür leb' ich - Das Allerbeste (2002)
- Herz auf rot (2003) #63
- Einmal hüh - einmal hott (2004) #70
- Für Dich (2005) #79
- Zeit zum Träumen (2006) #40
- Lebenslust (2007) #61
- Zwei Herzen im Schnee - Meine schönsten Lieder zur Weihnachtszeit (2007)
- Besser geht nicht (2010)
- Lena - Seine großen Erfolge  (2013)

### Singoli
- Kleines Lied vom Sonnenschein (1973, come Alexander Marco)
- Nichts ist schlimmer als ein Leben ohne Frau'n (1979, come Tony Bell)
- Always and Ever (1980)
- African Baby (1980)
- Mama Lorraine (1981) #10
- Cheerio (1981) #51
- Jim And Andy (1982) #36
- When Your Heart Is Cryin' (1982)
- I'm Alive (1983)
- Memories Of Lucia (1983)
- San Fernando (1983)
- Hungriges Herz (1984)
- Am weißen Strand von San Angelo (1984) #41
- Santa Lucia - versunken im Meer (1985) #46
- Sommernacht in Rom (1985) #28
- Und dann nehm' ich Dich in meine Arme (1985) #49
- Ti amo Maria (1986) #47
- Die Sonne von St. Helena (1986) #59
- Mädchen, Mädchen (1986) #34
- Ich glaube an die Zärtlichkeit (1986) #71
- Hallo Du (1987)
- Unser Himmelbett war nur der Strand (1987)
- Jamaica (1987)
- S.O.S. mein Herz ertrinkt (1988) #58
- Hättest Du heut' Zeit für mich (1988) #59
- Liebe ist ... (1988)
- Little Darling (1988)
- Sommer - Sonne - Cabrio (1989)
- Goodbye, My Love, Goodbye (1989)
- Lady Sunshine (1989)
- Auf einer Wolke ... (1990)
- Heut' geht's uns gut (so soll es bleiben) (1990)
- Engel von Valparaíso (1991)
- Sonnenschein im Blut (1991) #60
- Ich bin so treu wie Gold (1991) #56
- Rosalie (1992) #61
- Weiße Rosen schenk' ich Dir (1992) #71
- Husch, husch ins Körbchen (1992)
- Wir sind auf der Erde, um glücklich zu sein (1993)
- Ich bin verliebt in Dich (1994)
- Memories Of Love (1994)
- Ich lieb' Dich jeden Tag ein bisschen mehr (1995)
- Komm mit mir im Frühling nach Venedig (1995)
- Lass uns nie mehr auseinandergeh'n (1995)
- Geh, wenn Du willst (1996)
- Gib mein Herz zurück (1997)
- Immer nur Du (1998)
- Ich weiß, ich lieb' Dich (1998 - Promo)
- Der Sommer ist vorbei (1998)
- Und wenn Tirol am Nordpol wär' (1999)
- Eine Nacht, die nie vergeht (1999)
- Und wenn Du morgen gehst (Jeanie) (2000)
- Nein heißt ja (2000)
- Die Liebe, die durch's Feuer geht (2000)
- La Vita E Bella (2001)
- Willst Du mich küssen (2001)
- Und dann nehm' ich Dich in meine Arme (Neuaufnahme) (2001)
- Hey Du da (2002)
- Dafür leb' ich (ein Wahnsinn) (2002)
- Herz auf rot (2003 - Promo)
- Stern an der Playa del Sol (2003)
- Einmal hüh - einmal hott (2004)
- Du hast gesagt, es ist zu Ende (2004 - Promo)
- Wo bist Du (2005 - Promo)
- Kali Spera Griechenland (2005)
- Eine Stunde Dein Mann zu sein (2005 - Promo)
- Du bist da (Sha na na) (2005 - Promo)
- Tränen sind nicht nur zum Weinen (2006 - Promo)
- Adiole My Love (2006 - Promo)
- Küsse schmecken einfach besser (2007 - Promo)
- Hast Du Lust (2007 - Promo)
- Wir sind jung (2007 - Promo)
- Du bist mein Weihnachtsstern (2007 - Promo)

## Programmi televisivi
- Das große Wunschkonzert spezial  (2009)

## Premi e riconoscimenti
- Goldene Stimmgabel (Diapason d'oro)[1]
- Antenna d'oro[1]
- Leone d'oro di RTL Television[1]